# Mary Keitany
Mary Jepkosgei Keitany (* 18. Januar 1982 in Kisok bei Kabarnet, Distrikt Baringo, Provinz Rift Valley) ist eine ehemalige kenianische Langstreckenläuferin. Sie ist Olympiateilnehmerin, (2012), mehrfache Weltmeisterin und ehemalige mehrfache Weltrekordhalterin (Halbmarathon, 25-km-Lauf, Marathon). Im Marathon lief sie die drittschnellste, im Halbmarathon die fünftschnellste jemals gelaufene Zeit.(Stand: Juli 2020)

## Werdegang
2007 siegte Keitany beim Lille-Halbmarathon in 1:08:43 h. Bei den Straßenlauf-Weltmeisterschaften 2007 in Udine holte sie in 1:06:48 h Silber hinter Lornah Kiplagat, die Weltrekord lief. Am Ende des Jahres heiratete sie ihren Läuferkollegen Charles Koech.
Nach einer Babypause im Jahr 2008 wiederholte sie 2009 ihren Sieg in Lille in 1:07:00 h und gewann den Titel bei den Halbmarathon-Weltmeisterschaften in Birmingham in 1:06:36 h. Sie war damit zu diesem Zeitpunkt die zweitschnellste Frau überhaupt über diese Distanz. Drei Wochen danach siegte sie beim Delhi-Halbmarathon und kam mit 1:06:54 h erneut in Reichweite des Weltrekords.
2010 siegte Keitany beim Zayed-Halbmarathon, wurde Zweite bei den World’s Best 10K und verbesserte bei den 25 km von Berlin den Weltrekord über diese Distanz um über zwei Minuten. Im Herbst stellte sie beim Portugal-Halbmarathon mit 1:08:50 h einen Streckenrekord auf und wurde Dritte beim New-York-City-Marathon.
Zu Beginn der Saison 2011 verbesserte Keitany beim RAK-Halbmarathon den Weltrekord von Lornah Kiplagat um 35 Sekunden auf 1:05:50 h. Zwei Monate später siegte sie beim London-Marathon und verbesserte dabei ihren persönlichen Rekord um fast zehn Minuten auf 2:19:19 h. Nach einem weiteren Streckenrekord beim Portugal-Halbmarathon war sie die Favoritin beim New-York-City-Marathon. Dort lief sie einen Vorsprung von zweieinhalb Minuten heraus, wurde jedoch auf den letzten beiden Kilometern von Firehiwot Dado und Bizunesh Deba abgefangen und kam als Dritte ins Ziel.

### Olympische Spiele 2012
2012 triumphierte Keitany erneut beim RAK-Halbmarathon und beim London-Marathon.
Mit ihrer Zeit von 2:18:37 h etablierte sie sich als bislang drittschnellste Läuferin über die 42,195-km-Distanz und wurde für die Olympischen Spiele in London nominiert. Dort belegte sie überraschend nur Rang vier.
Im September 2014 lief Keitany beim Great North Run über die Halbmarathondistanz mit 1:05:39 h die zweitschnellste Halbmarathonzeit der Geschichte. Auf den Weltrekord ihrer Landsfrau Florence Kiplagat fehlten ihr 27 Sekunden. Im November gewann sie den New-York-City-Marathon in 2:25:07 h.
2015 wiederholte sie ihren Erfolg aus dem Vorjahr beim New-York-City-Marathon. Dieses Mal gewann sie den Lauf in 2:24:25 h. Auch im Folgejahr gewann sie den New-York-City-Marathon, benötigte mit 2:24:26 h dafür nur eine Sekunde mehr.
2016 stürzte sie beim London-Marathon über eine gestürzte Kollegin, belegte den neunten Rang und wurde nicht für die Olympischen Sommerspiele aufgestellt.

### Weltrekordzeit Frauenmarathon 2017
Keitany lief am 23. April 2017 beim London-Marathon in 2:17:01 h Weltrekordzeit in einem Frauenmarathon. Während Keitany den Rekord für Frauenmarathons hielt, galten die 2:15:25 h von 2003 von Paula Radcliffe als Rekord für gemischte Rennen, denn Radcliffe hatte damals zwei männliche Tempomacher aus Kenia. Im Oktober 2019 lief Brigid Kosgei in Chicago eine neue Weltrekordzeit von 2:14:04 h und führt hinter Radcliffe (Platz 2) und Keitany (Platz 3) die ewige Weltbestenliste im Marathonlauf an.

### 2018 bis heute
Im Jahr 2018 wurde Keitany in einer Zeit von 64:55 Minuten Zweite beim RAK-Halbmarathon hinter Fancy Chemutai (64:52 Min.). Die beiden Läuferinnen verfehlten nur knapp einen neuen Weltrekord. Chemutai lief nur eine Sekunde, Keitany nur 4 Sekunden langsamer als Joyciline Jepkosgei bei deren Weltrekordlauf (Oktober 2017). 2019 wurde Keitany im April Fünfte beim London-Marathon, beim Great North Run (Halbmarathon) in South Shields Vierte und im November Zweite beim New-York-Marathon. Im Jahr 2020 konnte sie auch wegen der Corona-Pandemie noch an keinem Rennen teilnehmen. Im September 2021 gab Keitany das Ende ihrer Karriere bekannt.
Mary Jepkosgei Keitany ist 1,58 m groß und wiegt 45 kg. Zunächst wurde sie von Philip Kipyegon Singoei trainiert. Ab 2007 wurde sie von der Managementfirma Demadonna und deren Trainer Gabriele Nicola betreut. Keitany ist zweifache Mutter.

## Sportliche Erfolge
| Datum/Jahr    | Rang | Wettbewerb                           | Austragungsort                         | Distanz      | Zeit    | Bemerkung                                                                               |
| ------------- | ---- | ------------------------------------ | -------------------------------------- | ------------ | ------- | --------------------------------------------------------------------------------------- |
| 9. Feb. 2018  | 2    | RAK-Halbmarathon                     | Ra’s al-Chaima                         | Halbmarathon | 1:04:55 | fünftschnellste je gelaufene Halbmarathonzeit (Stand: 29. März 2020)                    |
| 5. Nov. 2017  | 2    | New-York-City-Marathon               | New York City                          | Marathon     | 2:27:54 |                                                                                         |
| 23. Apr. 2017 | 1    | London-Marathon                      | London                                 | Marathon     | 2:17:01 | dritter Sieg in London, persönliche Bestzeit und Weltrekordzeit in einem Frauenmarathon |
| 10. Feb. 2017 | 2    | RAK-Halbmarathon                     | Ra’s al-Chaima                         | Halbmarathon | 1:05:13 |                                                                                         |
| 25. Juni 2016 | 1    | Olmütz-Halbmarathon                  | Olmütz                                 | Halbmarathon | 1:08:53 |                                                                                         |
| 13. Sep. 2015 | 1    | Great North Run                      | Newcastle upon Tyne nach South Shields | Halbmarathon | 1:07:32 |                                                                                         |
| 20. Juni 2015 | 1    | Olmütz-Halbmarathon                  | Olmütz                                 | Halbmarathon | 1:06:38 | Streckenrekord                                                                          |
| 13. Feb. 2015 | 1    | RAK-Halbmarathon                     | Ra’s al-Chaima                         | Halbmarathon | 1:06:02 |                                                                                         |
| 7. Sep. 2014  | 1    | Great North Run                      | Newcastle upon Tyne nach South Shields | Halbmarathon | 1:05:39 | Streckenrekord                                                                          |
| 24. Mai 2014  | 1    | Ottawa-Marathon                      | Ottawa                                 | 10 km        | 31:22   |                                                                                         |
| 4. Aug. 2012  | 4    | Olympische Sommerspiele 2012         | London                                 | Marathon     | 2:23:56 |                                                                                         |
| 22. Apr. 2012 | 1    | London-Marathon                      | London                                 | Marathon     | 2:18:37 |                                                                                         |
| 17. Feb. 2012 | 1    | RAK-Halbmarathon                     | Ra’s al-Chaima                         | Halbmarathon | 1:06:49 |                                                                                         |
| 25. Sep. 2011 | 1    | Portugal-Halbmarathon                | Lissabon                               | Halbmarathon | 1:07:54 | zweiter Sieg in Lissabon                                                                |
| 17. Apr. 2011 | 1    | London-Marathon                      | London                                 | Marathon     | 2:19:19 |                                                                                         |
| 18. Feb. 2011 | 1    | RAK-Halbmarathon                     | Ra’s al-Chaima                         | Halbmarathon | 1:05:50 |                                                                                         |
| 26. Sep. 2010 | 1    | Portugal-Halbmarathon                | Lissabon                               | Halbmarathon | 1:08:50 |                                                                                         |
| 9. Mai 2010   | 1    | 25 km von Berlin                     | Berlin                                 | 25 km        | 1:19:53 | Siegerin mit neuem Streckenrekord und Weltrekord                                        |
| 14. Okt. 2007 | 2    | Straßenlauf-Weltmeisterschaften 2007 | Udine                                  | Halbmarathon | 1:06:48 | Zweite hinter der Niederländerin Lornah Kiplagat, die Weltrekord lief (1:06:25)         |

## Persönliche Bestzeiten
- 10.000 m: 32:18,07 min, 15. Mai 2007, Utrecht
- 20-km-Straßenlauf: 1:02:36 h, 18. Februar 2011, Ra’s al-Chaima
- Halbmarathon: 1:04:55 h, 8. Februar 2018, Ra’s al-Chaima
- 25-km-Straßenlauf: 1:19:53 h, 9. Mai 2010, Berlin (Weltrekord)
- Marathon: 2:17:01 h, 23. April 2017, London